# Sarah Spain
Sarah Colby Spain (Cleveland, Ohio, 18 de agosto de 1980) es una reportera deportiva estadounidense. Trabaja como columnista de espnW.com, presentadora de ESPN Radio, personalidad de televisión de ESPN y reportera ocasional de SportsCenter para ESPN.

## Biografía
Spain nació en Cleveland, Ohio, y creció en Lake Forest, Illinois, en EE. UU.
En 1998, en su último año en el instituto Lake Forest High School, Spain fue considerada MVP, most valuable player o jugadora más valiosa y también capitana de los equipos de atletismo, hockey sobre césped y baloncesto. Spain estudió en la Universidad de Cornell (Ithaca, Nueva York), donde se especializó en inglés. Fue heptatleta en el equipo de atletismo Cornell Big Red, del que fue co-capitana en su último año.

## Super Bowl XLI
Spain ganó notoriedad en 2007 cuando hizo una publicación en eBay ofreciéndose a ser la "cita" de alguien para la Super Bowl XLI, en la que los Chicago Bears jugaban contra los Indianapolis Colts. En aquel momento ella residía en Los Ángeles y, pensando en ir al partido con unos amigos, había comprado un billete de avión a Miami, pero sus amigos decidieron que no podían permitirse el lujo de ir, con lo que ella se quedó sola y sin entrada para el partido. Pensó en la subasta como una estrategia para llamar la atención de los medios, con la esperanza de que alguna empresa intentara ganar publicidad patrocinando su asistencia al partido. La noticia de la subasta llegó a Unilever, fabricantes de Axe Body Spray, que financiaron a Spain para asistir al partido comenzando una campaña en los medios para "ver cuántos chicos harían lo mismo para tener la oportunidad de ver jugar a su equipo".
Spain afirma que las críticas a su iniciativa de cara a la Super Bowl malinterpretan tanto sus acciones como sus motivos.

## Trayectoria
Antes de unirse a ESPN, Spain trabajó para Fox Sports Net, MouthpieceSports.com, ChicagoNow.com y fue presentadora invitada recurrente del programa de radio de WGN llamado ChicagoNow Radio. Spain también trabajó como reportera suplente para Big Ten Network y fue anfitriona del Coors Light Fantasy Players Minute. Fue una de las copresentadoras originales del programa Chicago's Best de WGN-TV, con Ted Brunson y Brittney Payton. Se unió  ESPN 1000 en Chicago en 2010 y firmó un contrato como escritora para espnW.com en octubre del mismo año.
El 23 de enero de 2015, ESPN anunció que lanzaría un nuevo programa de radio llamado Spain & Prim con Spain y el presentador (apuesta segura) Prim Siripipat como coanfitriones. En enero de 2016, Spain, Jane McManus y Kate Fagan lanzaron un nuevo programa nacional de ESPN Radio, The Trifecta, y Spain lanzó su propio podcast en ESPN, That's What She Said. Spain ha aparecido en multitud de programas de televisión de ESPN, incluidos: His & Hers (anteriormente conocido como Numbers Never Lie), Olbermann, Mike & Mike, The Dan Le Batard Show with Stugotz, First Take, The Sports Reporters, "Highly Questionable" y Outside The Lines. El 25 de febrero de 2016, España hizo su primera aparición en el programa Around the Horn de ESPN. En septiembre de ese mismo año, firmó un nuevo contrato con ESPN y lanzó un programa nacional de ESPN Radio, Izzy & Spain, con el coanfitrión Israel Gutiérrez. En 2017, presentó Fantasy Football Island con Mike Golic Jr.
En 2018, Spain y el copresentador Jason Fitz (exmiembro de la banda estadounidense de música country The Band Perry) lanzaron el programa de radio nacional Spain & Fitz. En 2019, Fitz pasó a las mañanas y el programa (con copresentadores rotativos) pasó a llamarse Spain & Company. En agosto de 2020, Fitz regresó como copresentadora de la transmisión nocturna, nuevamente conocida como Spain & Fitz.
El 1 de marzo de 2021 Spain se convirtió en accionista del equipo Chicago Red Stars de la Liga Nacional de Fútbol Femenino. Spain vendió su participación cuando el grupo inversor de Laura Ricketts compró el equipo en septiembre de 2023.

## #MoreThanMean
En 2016, Spain, junto con la presentadora de radio deportiva de Chicago, Julie DiCaro, aparecieron en un vídeo titulado "More Than Mean" (Más que malos), en el que hombres comunes, desprevenidos, leían tweets reales y degradantes dirigidos a ambas periodistas mientras están sentados frente a ellas. El objetivo del vídeo era el de resaltar el acoso sexual, las críticas injustas, las amenazas de violación y de muerte en las redes sociales a las que se enfrentan las comentaristas deportivas simplemente por hacer su trabajo. El vídeo dura cuatro minutos, fue producido por Just Not Sports y One Tree Forest Films, y ganó un premio Peabody 2016 en la categoría de Servicio Público.

## Reconocimientos
- Crain's Chicago 40 Under 40 (2017)
- Peabody Award (2017)
- Gracie Award (2016, 2017)
- Sports Clio Grand Award (2016)
- Deadline Club Award (2018)
- Sports Emmy Awards (2018, 2018)